# Sarah Olney
Pour les articles homonymes, voir Olney.
Sarah Jane Olney, (née McGibbon) le 11 janvier 1977, est une femme politique britannique libéral-démocrate, députée pour la circonscription de Richmond Park du décembre 2016 jusqu'au juin 2017, et depuis 2019.

## Biographie
Comptable de profession, Sarah Olney adhère aux Libéraux-démocrates peu après les élections générales britanniques de 2015. Elle est choisie par son parti comme candidate à l'élection partielle de Richmond Park le 30 octobre 2016, quelques jours après l'annonce de la démission du député conservateur Zac Goldsmith, qui souhaite ainsi protester contre le projet d'agrandissement de l'aéroport de Londres-Heathrow,.
Dans la mesure où Sarah Olney s'oppose elle aussi à l'agrandissement de Heathrow, les Libéraux-démocrates font principalement campagne sur leur opposition au Brexit, une stratégie qui semble prometteuse dans une circonscription qui a majoritairement voté pour rester membre de l'Union européenne lors du référendum de juin 2016. Le 1er décembre, Sarah Olney remporte l'élection avec 20 510 voix (49,7 %), Goldsmith arrivant deuxième avec 18 638 voix (45,2 %). Elle devient ainsi le neuvième député libéral-démocrate de la 56e législature, et la première femme. Elle a annoncé qu'elle s'opposerait à l'activation de l'article 50 si cette décision faisait l'objet d'un vote parlementaire et qu'elle souhaitait l'organisation d'un nouveau référendum sur la question européenne.
Dans les élections générales de 2017, Sarah Olney perd de peu son siège de députée face à son adversaire conservateur Zac Goldsmith (45,07 % pour Olney contre 45,14 % pour Goldsmith), donnant la victoire à Zac Goldsmith par seulement 45 voix.